# Tatort: Die schlafende Schöne
Die schlafende Schöne ist ein Fernsehkrimi aus der Tatort-Krimireihe. Der vom ORF und epo-film produzierte Beitrag wurde am 29. Mai 2005 im Ersten zum ersten Mal gesendet. Es ist der 12. Fall des Wiener Chefinspektors Moritz Eisner, alias Harald Krassnitzer, der dieses Mal im Künstlermilieu spielt. Der Mord an einem jungen Musiker und der Diebstahl an einer wertvollen Stradivari ist aufzuklären.

## Handlung
Karin Landauer ist Musikprofessorin und veranstaltet auf ihrem Anwesen einen Geigenwettbewerb für junge Künstler. Einer der Musiker ist ihr sehr zugetan, was seinem Schwager, der auch anwesend ist, missfällt; dieser maßregelt ihn öffentlich. Trotzdem lassen sich beide auf ein erotisches Abenteuer ein. Während sie kurz das Schlafzimmer verlässt, dringt jemand ins Haus ein und schießt unvermittelt auf die im Bett liegende Person. In Panik flüchtet Karin Landauer, die die Schüsse gehört hat, aus dem Fenster und wird auf der Straße von einem Auto angefahren. Die Schüsse haben Johnny tödlich getroffen. Als Eisner am Tatort eintrifft, ist sein Vorgesetzter Rauter bereits zugegen und schließt nicht aus, dass der Mord einen politischen Hintergrund hat, da der Tote ein Zigeuner war und es für ihn wie eine Hinrichtung wirkt.
Unerwartet taucht ein 15-jähriges Mädchen auf und stellt Eisner vor die Tatsache, dass er ihr Vater sei. Er lässt Claudia in seiner Wohnung wohnen und kommt mit ihr ins Gespräch. Sie geht davon aus, dass sie ab jetzt bei ihm wohnen kann, und will auch eine Ausbildung beginnen. Eisner willigt ein, schickt sie aber erst einmal zurück zu ihrer Mutter, um dort die Schule zu beenden.
Leopold Landauer ist ein international anerkannten Geigenvirtuose, der gerade von einer Konzertreise zurückkehrt. Der Seitensprung seiner Frau trifft ihn zwar unerwartet, aber schwerer wiegt der Diebstahl der 300 Jahre alten Stradivari, die „Schlafende Schöne“, die seiner Frau gehört. Während Landauer gleich wieder zu einem Studiotermin weiterfährt, verhört Eisner dessen Ehefrau im Krankenhaus. Sie kann sich nur an wenige Einzelheiten des Abends erinnern und ist ebenfalls entsetzt, als sie vom Diebstahl ihrer Stradivari erfährt. Eisners neuer Assistent, Alexander Lohmann, verhört indessen die Musikstudenten, die mit auf Karin Landauers Fest zu Gast waren. Sie erinnern sich an den Streit zwischen Johnny und Harry Horvarth und dass Letzterer zu Johnny gesagt habe: „Ich bring dich um.“ Da nach alten Gesetzen der Zigeuner der Bruder für die Ehre seiner Schwester einzutreten hat, hält Eisner ihn für verdächtig. Als er Harry und den Bruder des Toten befragen will, flüchten diese unbemerkt, sodass nach ihnen gefahndet werden muss.
Während Landauer seiner Frau Vorwürfe macht, dass sie „diese Leute“ in ihr Haus gelassen hat – „ausgerechnet Zigeuner“ –, ruft ihn am Abend der Bruder des Toten an. Besorgt unterrichtet er ihn davon, dass er die „Schlafende Schöne“ hat. Er habe sie vorsorglich an sich genommen, damit ihr bei den vielen Menschen im Hause seiner Frau nichts passiere. Sie vereinbaren, dass er die Geige in einem Schließfach deponiert und den Schlüssel anonym an Landauer schickt. Als dieser das Schließfach öffnet, ist der Geigenkasten jedoch leer. Eisner verdächtigt Mischa Lakatos, den Bruder des Toten, und es gelingt ihm dieses Mal, ihn zu verhaften. Lakatos versichert, dass er die Geige zurückgegeben und den Umweg über das Schließfach gewählt habe, weil Landauer das so haben wollte. Dieser verhandelt inzwischen mit einem Mittelsmann über den Verkauf und verkündet ihm, dass „die Schöne“ in Sicherheit sei.
Während Landauer unentwegt Konzerte gibt und kaum zu Hause ist, kommt seiner Frau der Verdacht, dass er sie betrügt. Sie fährt ihm nach, schafft die Fahrt jedoch aufgrund ihrer Parkinsonerkrankung nicht. Als sie ihren Mann anruft, damit er sie abholt, ist dieser mit seiner Freundin Yasmin im Bett. Am anderen Morgen wird Karin Landauer im Auto sitzend erschossen aufgefunden, die Pistole noch in der Hand. Es findet sich ein Abschiedsbrief in Form eines Testaments, wonach sie alles Mischa Lakatos vererbt und er auf ihrer Stradivari spielen soll, wenn sie denn gefunden wird. Eisner zweifelt daran, dass es ein Suizid war, und ermittelt gegen ihren Ehemann. Es finden sich Reifenspuren, die möglicherweise zu einem alten Mercedes führen, der schon am Abend nach dem Unfall mit Karin Landauer in unmittelbarer Nähe ihres Hauses gesehen wurde. Als Halterin wird Landauers Freundin ermittelt. Während beide schon am Flugplatz einchecken wollen, können sie verhaftet werden. Landauer hat auch die Stradivari im Geigenkasten. Yasmin gibt bei der Vernehmung zu, dass sie Karin Landauer bereits am Abend des Konzertes töten wollte, damit ihr Freund endlich frei ist für sie. Nachdem sie den Anruf in der Nacht mitbekommen hatte, war sie Karin Landauer entgegengefahren und hatte nun ihr Vorhaben zu Ende geführt.

## Hintergrund
Die Dreharbeiten erfolgten in Zusammenarbeit mit dem RBB in Wien, Riegersburg, auf Schloss Kornberg und in Feldbach in der Steiermark.

## Rezeption

### Einschaltquoten
6,33 Millionen Zuschauer sahen die Folge Die schlafende Schöne in Deutschland bei ihrer Erstausstrahlung am 29. Mai 2005, was einem Marktanteil von 21,20 % entsprach. Beim Tatortblog erreicht die Episode Platz 458 von 905 möglichen.

### Kritiken
Stefanie Rufle bei moviesection.de findet lobende Worte für diesen „groteske[n] Mordfall […] der aber ausgesprochen gut zu diesem brummigen und oft ungewollt komischen Ermittler passt.“ Das plötzliche Auftauchen von Eisners Tochter beschreibt sie als „besonderes Schmankerl“. Da „die überraschende Nachricht von der unverhofften Vaterschaft […] so richtig Laune [macht] und  [für ein] immer wieder kehrendes Schmunzeln“ sorgt und es den Polizisten „durch und durch sympathisch“ macht. Sie lobt die schauspielerischen Leistungen von Harald Krassnitzer, der „gekonnt agier[t]“ und Suzanne von Borsody, die als „kapriziöse Professorin“ überzeugt.
Des Weiteren schreibt sie zum Thema des Films: „Hier wird von „Zigeunern“ gesprochen, die man sich in einem Wohnwagen hausend und klauend durch die Gegend ziehend vorstellt. Es erübrigt sich zu erwähnen, dass hier mit einigen dieser Vorurteile gehörig aufgeräumt wird. Die Lösung dieses Falles ist zwar nicht unbedingt besonders überraschend, überzeugt aber dennoch durch eine schlüssige und logische Inszenierung. ‚Die schlafende Schöne‘ ist ein gelungener und runder ‚Tatort‘ aus Wien, der vor allem mit seinen nur allzu menschlichen Zwischentönen und authentischen Charakteren zu punkten weiß.“